# Hummerartige
Die Hummerartigen (Nephropidae) sind eine Familie aus der Ordnung der Zehnfußkrebse (Decapoda). Alle Hummerartigen leben marin, sind Teil des Benthos, weltweit verbreitet und sowohl im Schelf als auch in der Tiefsee zu finden. Bekannteste Vertreter dieser 56 Arten umfassenden Krebsfamilie sind wohl die Hummer sowie der Kaisergranat. Gemeinsames Merkmal sind die Scheren an den ersten drei Beinpaaren, wovon das vorderste stark vergrößert ist. Die Abdomen und auch die Scheren gelten als Delikatesse, weshalb einige Arten befischt werden. Fossil sind Hummerartige seit dem Oberen Jura bekannt.

## Merkmale

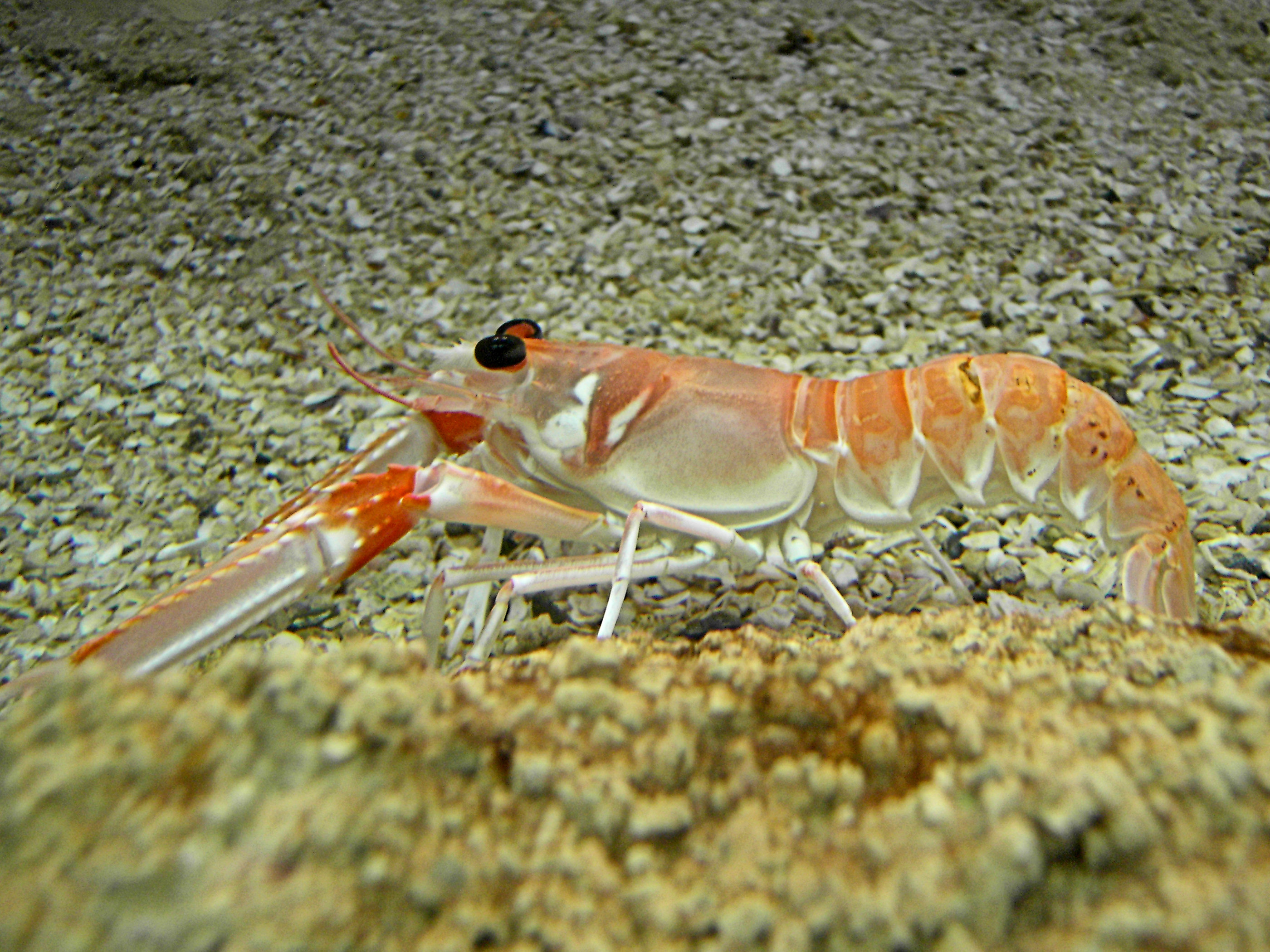
Kaisergranat

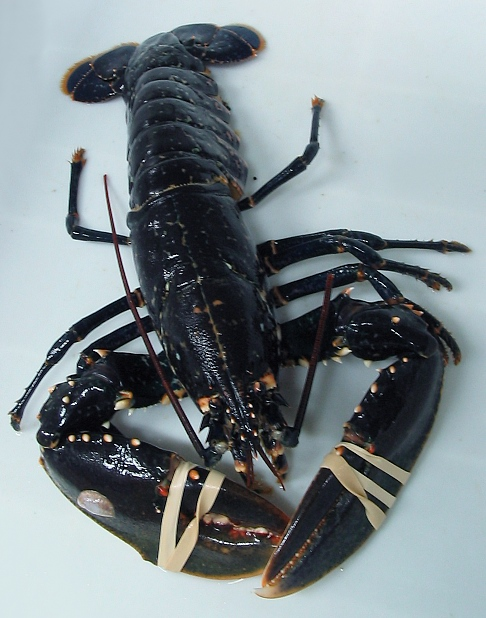
Europäischer Hummer mit beschnittenen Antennen

Der Körper der Hummerartigen ist wie bei allen Zehnfußkrebsen in Cephalothorax und Abdomen gegliedert, wobei der Körperbau im Gegensatz etwa zu den Krabben langgestreckt ist. Hummerartige bestehen aus insgesamt 20 Segmenten (Somite), die jeweils ein Gliedmaßenpaar besitzen.
Der Cephalothorax ist bedeckt durch den sog. Carapax der nach vorne hin in einem Rostrum endet und seitlich sowohl die Ansätze der Gliedmaßen als auch die Atmungskammern mit den Kiemen überdeckt. Das Vorkommen, die Art und Ausprägung von Spitzen, Dornen, Graten oder Vertiefungen auf dem Carapax oder dem Rostrum ist ein wichtiges Unterscheidungsmerkmal der Arten der Hummerartigen.
Augen sind vorhanden, pigmentiert und beweglich, können aber auch bei einigen Arten der Tiefsee klein, unbeweglich und nicht pigmentiert sein. Alle Hummerartigen besitzen zwei Paare von Antennen, die als Sinnesorgane dienen. Das erste Paar ist zweigliedrig und kürzer als die zuweilen die Körperlänge übertreffenden zweiten Antennen. Das zweite Paar kann im Gegensatz zum ersten in Endo- und Exopodit gegliedert sein und besitzt dann einen sog. Scaphocerit.
An den letzten drei Segmenten des Kopfes und den ersten drei des Thorax befinden sich die Mundgliedmaßen, mit denen die Nahrung zerkleinert und aufgenommen werden kann. Die Gliedmaßen sind von vorne nach hinten: ein Paar Mandibeln, zwei Paare Maxillen und an den Thoraxsegmenten drei Maxillipede. Am vierten bis achten Segment des Thorax befinden sich die Schreitbeine. Die ersten drei Beinpaare sind mit Scheren ausgerüstet, wovon das erste Schreitbeinpaar das große auffällige Scherenpaar trägt. Diese können entweder eine gleiche Form besitzen, oder, wie etwa bei Dinochelus ausubeli, ein sehr unterschiedliches Aussehen haben. Die Scheren können vollkommen glatt sein (Gattung Hummer) oder behaart (z. B. Nephropsis) sowie mit unzähligen Dornen versehen sein. Das vierte und fünfte Schreitbeinpaar besitzt stets keine Schere.
Die sechs Segmente des Abdomens sind nicht wie die des Cephalothorax unbeweglich verbunden, sodass jedes einzelne Somit eine eigene Panzerung vorweist. Seitlich endet diese Panzerung in den sog. Pleura, die die Gliedmaßen des Abdomens, die Schwimmbeine, im Ansatz überdecken. Die Pleura können sich gegenseitig überlappen oder nicht und sind aufgrund ihrer unterschiedlichen Form von taxonomischem Interesse. Die ersten beiden Schwimmbeine sind Bestandteil der Fortpflanzungsorgane. Das erste Paar der Männchen ist verhärtet, während das der Weibchen zweigliedrig und beweglich ist. Am zweiten Schwimmbeinpaar der Männchen befindet sich ein sog. Appendix masculina. Bei beiden Geschlechtern können die sog. Appendices internae vorkommen oder fehlen.
Das sechste abdominale Segment, also das 20. Körpersegment, trägt die Uropoden. Diese formen mit dem kaudal gelegenen Telson den Schwanzfächer. Die Uropoden sind stets voll ausgeprägt und in morphologisch gleiche Endo- und Exopoditen zu unterscheiden. An den Exopoden kann eine Diaeresis, eine quer verlaufenden Vertiefung, vorkommen oder fehlen.

## Verbreitung und Lebensraum
Die Arten der Hummerartigen sind wohl bis auf die Polarmeere in jedem Ozean weltweit verbreitet. Artabhängig leben sie entweder nur wenige Meter unterhalb des Meeresspiegels auf dem Kontinentalschelf oder in der Tiefsee, im Falle von Thymopsis nilenta, in bis zu 3000 m Tiefe.
Bedingt durch die großen Tiefen der Lebensräume und bei einigen Arten aufgrund des mangelnden Interesses für die Fischerei ist für viele Hummerartigen der Lebensraum nicht näher bekannt. Vermutlich sind alle Hummerartigen Einzelgänger und Lebewesen des Benthos, die sich entweder wie der Amerikanische Hummer eine Art Unterschlupf suchen oder sich wie Acanthacaris selber eine kleine Höhle graben. Sofern Hummerartige im Epipelagial leben, also bei noch feststellbarem Tageszyklus, sind sie eher nachtaktiv.

## Nutzung
Einige Arten der Hummerartigen sind von Interesse für die Fischerei. Im Jahr 2010 wurden weltweit ca. 190.000 t Hummerartige gefangen. Davon entfielen 115.651 t auf den Amerikanischen Hummer und 66.544 t auf den Kaisergranat. Außerdem werden vor allem Metanephrops mozambicus, Metanephrops challengeri, Europäischer Hummer und selten Thymops birsteini sowie Japanischer Hummer gefischt. Hummerartige werden entweder mit Fallen oder von Trawlern mit Grundschleppnetzen gefangen.

## Systematik

### Äußere Systematik
Die Hummerartigen sind Großkrebse und die einzige rezente Familie der Nephropoidea. Sie unterscheiden sich von anderen Familien der Großkrebse durch eine nicht bewegliche Verbindung des vierten und fünften Segments des Thorax, die bei anderen Familien beweglich ist.
Innerhalb der Großkrebse sind die Riffhummer die nächsten Verwandten der Hummerartigen. Diese beiden Familien sind die einzigen rezenten marinen Großkrebse. Sie unterscheiden sich neben dem genannten Unterschied auch durch die kleinen Scheren an den Schreitbeinpaaren zwei und drei, die bei Riffhummern fehlen.

### Innere Systematik
Die Familie der Hummerartigen umfasst die ehemals in die Familie der Thaumastochelidae Bate, 1888 gestellten Gattungen Thaumastocheles und Thaumastochelopsis. Sowohl morphologische als auch molekulare Untersuchungen stützen oder widersprechen dieser Einordnung, bestätigen aber stets die Monophylie der Thaumastochelidae.
Traditionell wurden die Hummerartigen in die Unterfamilien Neophoberinae Glaessner, 1969, Thymopinae Holthuis, 1974 und Nephropinae Dana, 1852 untergliedert. Diese Unterteilung wird allerdings nicht durch molekulargenetische Untersuchungen gestützt, weshalb sie als veraltet gilt.
Die Gattung Acanthacaris scheint ein basales Taxon innerhalb der Hummerartigen zu sein. Die Arten von Homarus und Homarinus sowie von Nephrops und Metanephrops sind, obwohl sie einst jeweils zur gleichen Gattung zählten, keine Schwestergruppen (vgl. Kladogramm).
Die Hummerartigen umfassen rezent 14 Gattungen mit etwa 56 Arten:
- Acanthacaris Bate, 1888
  - Acanthacaris caeca A. Milne-Edwards, 1881
  - Acanthacaris tenuimana Bate, 1888
- Dinochelus Ahyong, Chan & Bouchet, 2010
  - Dinochelus ausubeli Ahyong, Chan & Bouchet, 2010
- Eunephrops Smith, 1885
  - Eunephrops bairdii Smith, 1885
  - Eunephrops cadenasi Chace, 1939
  - Eunephrops luckhursti Manning, 1997
  - Eunephrops manningi Holthuis, 1974
- Homarinus Kornfield, Williams & Steneck, 1995
  - Kaphummer (Homarinus capensis (Herbst, 1792))
- Hummer (Homarus Weber, 1795)
  - Amerikanischer Hummer (Homarus americanus H. Milne Edwards, 1837)
  - Europäischer Hummer (Homarus gammarus (Linnaeus, 1758))
- Metanephrops Jenkins, 1972
  - Metanephrops andamanicus (Wood-Mason, 1892)
  - Metanephrops arafurensis (De Man, 1905)
  - Metanephrops armatus Chan & Yu, 1991
  - Metanephrops australiensis (Bruce, 1966)
  - Metanephrops binghami (Boone, 1927)
  - Metanephrops boschmai (Holthuis, 1964)
  - Metanephrops challengeri (Balss, 1914)
  - Metanephrops formosanus Chan & Yu, 1987
  - Japanischer Hummer (Metanephrops japonicus (Tapparone-Canefri, 1873))
  - Metanephrops mozambicus Macpherson, 1990
  - Metanephrops neptunus (Bruce, 1965)
  - Metanephrops rubellus (Moreira, 1903)
  - Metanephrops sagamiensis (Parisi, 1917)
  - Metanephrops sibogae (De Man, 1916)
  - Metanephrops sinensis (Bruce, 1966)
  - Metanephrops taiwanicus (Hu, 1983)
  - Metanephrops thomsoni (Bate, 1888)
  - Metanephrops velutinus Chan & Yu, 1991
- Nephropides Manning, 1969
  - Nephropides caribaeus Manning, 1969
- Nephrops Leach, 1814
  - Kaisergranat (Nephrops norvegicus (Linnaeus, 1758))
- Nephropsis Wood-Mason, 1872
  - Nephropsis acanthura Macpherson, 1990
  - Nephropsis aculeata Smith, 1881
  - Nephropsis agassizii A. Milne-Edwards, 1880
  - Nephropsis atlantica Norman, 1882
  - Nephropsis carpenteri Wood-Mason, 1885
  - Nephropsis ensirostris Alcock, 1901
  - Nephropsis holthuisii Macpherson, 1993
  - Nephropsis malhaensis Borradaile, 1910
  - Nephropsis neglecta Holthuis, 1974
  - Nephropsis occidentalis Faxon, 1893
  - Nephropsis rosea Bate, 1888
  - Nephropsis serrata Macpherson, 1993
  - Nephropsis stewarti Wood-Mason, 1872
  - Nephropsis suhmi Bate, 1888
  - Nephropsis sulcata Macpherson, 1990
- Thaumastocheles Wood-Mason, 1874
  - Thaumastocheles bipristis Chang, Chan & Ahyong, 2014[14]
  - Thaumastocheles dochmiodon Chan & Saint Laurent, 1999
  - Thaumastocheles japonicus Calman, 1913
  - Thaumastocheles massonktenos Chang, Chan & Ahyong, 2014[14]
  - Thaumastocheles zaleucus (Thomson, 1873)
- Thaumastochelopsis Bruce, 1988
  - Thaumastochelopsis brucei Ahyong, Chu & Chan, 2007
  - Thaumastochelopsis wardi Bruce, 1988
- Thymopides Burukovsky & Averin, 1977
  - Thymopides grobovi (Burukovsky & Averin, 1976)
  - Thymopides laurentae Segonzac & Macpherson, 2003
- Thymops Holthuis, 1974
  - Thymops birsteini (Zarenkov & Semenov, 1972)
  - Thymops takedai Ahyong, Webber & Chan, 2012[15]
- Thymopsis Holthuis, 1974
  - Thymopsis nilenta Holthuis, 1974

Außerdem umfassen die Hummerartigen sechs ausgestorbene, somit nur fossil bekannte Gattungen:
- Hoploparia M’Coy, 1849
- Jagtia Tshudy & Sorhannus, 2000
- Oncopareia Bosquet, 1854
- Palaeonephrops Mertin, 1941
- Paraclythia Fritsch & Kafka, 1887
- Pseudohomarus van Hoepen, 1962